# Frank I. Kooyman
Frank Iemke Kooyman (nombre de nacimiento: Iemke Daniels Kooijman) (12 de noviembre de 1880 – 13 de septiembre de 1963) fue un letrista de himnos religiosos que escribió las letras de varios himnos utilizados por la Iglesia de Jesucristo de los Santos de los Últimos Días.
Kooyman nació en Terschelling, Islas Frisias Occidentales, Países Bajos, el 12 de noviembre de 1880. Se mudó a Ámsterdam en 1897 y se bautizó como miembro de la Iglesia de Jesucristo de los Santos de los Últimos Días en 1899 y, entre 1902 y 1905, sirvió como misionero SUD en los Países Bajos. Pasó la mayor parte de su vida adulta viviendo en Utah.
En 1929, regresó a los Países Bajos como presidente de misión y cumplió esta asignación durante cuatro años, viviendo allí con su esposa y sus tres hijos. Mientras servía como presidente de misión, escribió muchos artículos que fueron publicados en periódicos locales.
Durante su servicio como presidente de misión, Kooyman tradujo al menos cincuenta himnos al holandés y publicó un himnario holandés. Más adelante, ayudó a crear nuevas traducciones al holandés del Libro de Mormón, Doctrina y Convenios y la Perla de Gran Precio. Además, tradujo las ordenanzas del templo al holandés.
Al regresar de su servicio en los Países Bajos, trabajó en la oficina del Historiador de la Iglesia y formó parte del comité que compiló el himnario de 1948 (en inglés) de la Iglesia de Jesucristo de los Santos de los Últimos Días.
Kooyman escribió la letra para los himnos a continuación, los cuales se encuentran en la edición actual del himnario en inglés. Debajo de cada himno se detalla el himno correspondiente en el himnario de español (si es que existe):
- "In Memory of the Crucified" (himno # 190)
  - "Nos reunimos, Padre, hoy" (himno # 115)
- "How Beautiful Thy Temples Lord" (himno # 288)
- "Thy Spirit, Lord, Has Stirred Our Souls" (himno # 157)
  - "El fuego del Espíritu" (himno # 95)
- "Thy Will, O Lord, Be Done" (himno # 188)